# Prospect (Connecticut)
Prospect è un comune di 9.234 abitanti degli Stati Uniti d'America, situato nella Contea di New Haven nello Stato del Connecticut.